# Aloysius Winter
Aloysius Winter (* 29. Oktober 1931 in Besch/Mosel, Saarland; † 26. März 2011 ebenda) war ein deutscher römisch-katholischer Theologe.

## Leben
Winter wurde als drittes von sechs Kindern geboren, besuchte die Schule in Hannover und legte 1950 das Abitur ab. Danach studierte er Philosophie und Katholische Theologie zunächst an der Philosophisch-Theologischen Hochschule Trier in Trier und beendete sein Studium an Päpstlichen Universität Gregoriana Rom. Am 10. Oktober 1956 empfing er durch Franz Kardinal König in Sant’Ignazio di Loyola in Campo Marzio in Rom die Priesterweihe für das Bistum Hildesheim. 1960 wurde er mit einer exegetisch-bibeltheologischen Arbeit über den Hebräerbrief zum Dr. theol. promoviert. Er war als Kaplan in Hannover sowie Assistent am Bischöflichen Priesterseminar Fulda tätig. In Fulda lehrte er die Fächer Fundamentaltheologie, Neutestamentlicher Exegese und Bibeltheologie und im Marburger Katholisch-Theologischen Seminar die Fächer Fundamentaltheologie und Religionsphilosophie. Winter war Seelsorger für die italienischen Gemeinden in Kassel, Hanau und Fulda.
Nach Studienaufenthalten an den Universitäten in Münster und Mainz erhielt er 1975 einen Ruf auf die ordentliche Professur für Religionsphilosophie, Fundamentaltheologie und philosophisch-theologische Propädeutik an der Theologischen Fakultät Fulda. Von 1994 bis zu seiner Emeritierung 2000 war Aloysius Winter Rektor dieser Philosophisch-Theologischen Hochschule.
In der Nacht zum 25. Juni 2010 wurde Winter in seinem Haus in Fulda überfallen, beraubt und dabei lebensgefährlich verletzt. Bis zu seinem Tod war er pflegebedürftig. Der mutmaßliche Täter wurde gefasst.

## Wirken
Forschungsschwerpunkt von Aloysius Winter war Immanuel Kant, vor allem der theologische Hintergrund seiner Philosophie. Er engagierte sich für die Internationale Theologische Sommerakademie Aigen und die Theologische Sommerakademie Augsburg.
1986 wurde er von Papst Johannes Paul II. zum Kaplan Seiner Heiligkeit (Monsignore) und 1999 zum Päpstlichen Ehrenprälaten ernannt. 1996 erhielt er die Goldene Medaille der International Buddhist University (Shitennoji University) im japanischen Osaka.
Seit 2000 war er Kuratoriumsmitglied des Forums Deutscher Katholiken. Er war Geistlicher Beirat des Katholischen Deutschen Frauenbundes (KDFB) in der Diözese Fulda sowie der Fuldaer Arbeitsgemeinschaft Marianischer Vereinigungen. In den letzten Jahren war er der bischöfliche Beauftragte für die Zelebration der Heiligen Messe im außerordentlichen Ritus. Winter war Subsidiar am Fuldaer Dom.

## Veröffentlichungen
- als Herausgeber: Deutsche Psalmodie für Meßfeiern (= Reihe lebendiger Gottesdienst. H. 13, ZDB-ID 500920-0). Regensberg, Münster 1966,
- Der Brief an die Hebräer (= Kleiner Kommentar Neues Testament. Bd. 14, ZDB-ID 2325703-9) Katholisches Bibelwerk, Stuttgart 1963 (2. Auflage. ebenda 1965).
- „Trösterin der Betrübten.“ Mariologische Studien (= Fuldaer Hochschulschriften. Bd. 30). Knecht, Frankfurt am Main 2003, ISBN 3-7820-0878-2.
- Die überzeitliche Einmaligkeit des Heils im „Heute“. Zur Theologie des Hebräerbriefes. Ars Una, Neuried 2003, ISBN 3-89391-459-5.
- Unser Glaube – eine Zumutung? (= Fuldaer Hochschulschriften. Bd. 40). Knecht, Frankfurt am Main 2001, ISBN 3-7820-0861-8.
- Der andere Kant. Zur philosophischen Theologie Immanuel Kants (= Europaea memoria. Reihe 1: Studien. Bd. 11). Olms, Hildesheim u. a. 2000, ISBN 3-487-11081-4.
- Die überzeitliche Einmaligkeit des Heils im „Heute“. zur Theologie des Hebräerbriefes. Ars Una, Neuried, 2003, ISBN 3-89391-459-5 (Zugleich: Rom, Pontificia Univ. Gregoriana, Diss., 1960: Hapax, ephapax im Hebräerbrief.).
- Wieviel Islam verträgt der Bergwinkel? (Vortrag). (PDF-Datei; 1,02 MB).
- Der Reichtum der klassischen Liturgie – Zur Kritik am Motu Proprio „Summorum Pontificum“ des Papstes (Aufsatz).